# Вингокер
Вингокер (на шведски: Vingåker) е град в централна Швеция, лен Сьодерманланд. Главен административен център на едноименната община Вингокер. Разположен е около река Гамалон. Намира се на около 170 km на югозапад от столицата Стокхолм и на около 80 km на северозапад от Нюшьопинг. Има жп гара. Населението на града е 4282 жители според данни от преброяването през 2010 г.

## Личности
Родени
- Йоран Першон (р. 1949), шведски политик